# 라이크 네틀링
라이크 네틀링(Ryk Neethling, 1977년 11월 17일 ~ )은 남아프리카 공화국의 수영 선수이다. 그는 2004년 하계 올림픽 400m 자유형 계주에서 금메달을 획득했다. 그는 4회연속 올림픽에 출전한 최초의 남아프리카 공화국 선수이다.

## 인물 정보
블룸폰테인에서 태어난 그는 그레이 대학교에 다녔다. 그는 1996년 애틀란타 하계 올림픽 1500m 자유형에서 5위를 했다.
그는 1998년 세계 수영 선수권 대회에서 5위에 머물렀다. 그는 1999년 범태평양 선수권 대회 1500m 자유형에서 은메달을 획득했고, 400m와 200m 자유형에서 동메달을 획득했다. 그는 2000년 시드니 하계 올림픽 1500m에서 5위를 했고 400m 자유형에서 8위를 했다.
그는 2004년 하계 올림픽 400m 자유형 계주에서 금메달을 땄다. 그는 100m 자유형 개인전에서 4위를 했다.
2008년 하계 올림픽을 마친후, 그는 4회연속 올림픽에 출전한 최초의 남아프리카 공화국 선수가 되었다.

## 같이 보기
- 올림픽 수영 남자 메달리스트 목록
- 수영 계영 400m 세계 기록 추이